# Spathius cephisus
Spathius cephisus är en stekelart som beskrevs av Nixon 1943. Spathius cephisus ingår i släktet Spathius och familjen bracksteklar. Inga underarter finns listade i Catalogue of Life.